# Parysów (Warszawa)
Parysów, Parysowska, Parysowskie, także Walterowskie – dawne grunty miejskie Nowej Warszawy, stanowiące jurydykę.

## Opis
Jurydyka nie miała aktu erekcyjnego. Została założona na roli nazwanej Prochowską, między obecnymi ulicami: Bonifraterską, Miłą i Muranowską i granicą wsi Wielka Wola. 
W XVI wieku grunty te należały do złotnika warszawskiego Foltyna. W 1573 roku nieruchomość została zakupiona przez starostę czerskiego Andrzeja Parysa i kanonika krakowskiego Adama Parysa. W 1666 przeszła na własność rajcy miejskiego Kaspra Waltera. W I połowie XVIII wieku kolejni właściciele, architekci Antonio Solari i Józef Fontana, część gruntów darowali zakonowi bonifratrów.
W 1766 roku jurydyka została podporządkowana administracyjnie i sądowniczo miastu Stara Warszawa.
Nazwy jurydyki pochodzą od nazwisk jej kolejnych właścicieli. W XVIII wieku funkcjonowały też nazwy Paryszewszczyzna i Paryszewska; będacą odmianą tej drugiej nazwa Parysowska pojawiła się na początku XX wieku.